# لحظة في الثامنة عشرة
لحظة في الثامنة عشرة (بالكورية: 열여덟의 순간)؛ هو مسلسل تلفزيوني كوري جنوبي من بطولة اونغ سونغ وو، كم هيانغ غي وشين سيونغ هو. عرض المسلسل على شبكة جاي تي بي سي في الفترة من 22 يوليو حتى 10 سبتمبر 2019.

## روابط خارجية
لحظة في الثامنة عشرة على موقع IMDb (الإنجليزية)
- لحظة في الثامنة عشرة على موقع نتفليكس (الإنجليزية)
- لحظة في الثامنة عشرة على موقع كينوبويسك (الروسية)
- لحظة في الثامنة عشرة على موقع قاعدة بيانات الفيلم (الإنجليزية)